# Wilhelm Fischer (Musikwissenschaftler)
Wilhelm Fischer (* 19. April 1886 in Wien; † 26. Februar 1962 in Innsbruck) war ein österreichischer Musikwissenschaftler.

## Leben
Wilhelm Fischer studierte an der Universität Wien bei Guido Adler Musikwissenschaft, sowie Geographie und Geschichte und nahm privaten Kompositionsunterricht bei Hermann Graedener. 1912–1928 war er Assistent bei seinem ehemaligen Lehrer und nunmehrigen Förderer Adler. Nach seiner Habilitation mit dem Thema „Zur Entwicklungsgeschichte des Wiener klassischen Stils“ 1915 wurde er 1923 zum ao. Univ.-Prof. ernannt. 1928 übernahm er als Nachfolger von Rudolf von Ficker den Lehrstuhl für Musikwissenschaft an der Universität Innsbruck.
Nach dem „Anschluss“ Österreichs wurde Fischer im April 1938 als Jude zwangsweise pensioniert. Als 1939 über ihn für Tirol ein „Gauverbot“ verhängt worden war, musste er wieder nach Wien ziehen und wurde bis 1945 in einer Metallfabrik als Zwangsarbeiter eingesetzt. Andere Familienmitglieder wurden in der Shoah ermordet, darunter seine Schwester im KZ Auschwitz. Seine 85-jährige Mutter verstarb nach der Zwangsräumung ihrer Wohnung in einem Notquartier.
1945 wurde Fischer rehabilitiert und war bis 1948 Direktor der Musiklehranstalten der Stadt Wien. 1948 erhielt er wieder seinen Lehrstuhl in Innsbruck, wo er von 1951 bis 1961 als o. Univ. Prof. lehrte.

## Auszeichnungen
- Präsident des Zentralinstituts für Mozartforschung der Internationalen Stiftung Mozarteum in Salzburg
- Ehrenmitglied der Internationalen Stiftung Mozarteum (1951)
- Vorstandsmitglied der Deutschen Händel-Gesellschaft
- Salzburger Mozart Medaille
- Ehrenring der Stadt Innsbruck (1962)